# Naisten I-divisioona 2024
La Naisten I-divisioona 2024 è la 16ª edizione del campionato di football americano di secondo livello femminile, organizzato dalla SAJL.
Le Helsinki Wolverines Blue si sono ritirate dal torneo il 17 luglio.

## Squadre partecipanti
| Club                     | Città     | Stadio | Sponsor ufficiale | Risultato nella stagione 2023 |
| ------------------------ | --------- | ------ | ----------------- | ----------------------------- |
| Helsinki Roosters        | Helsinki  |        |                   |                               |
| Helsinki Wolverines Blue | Helsinki  |        |                   |                               |
| Jyväskylä Jaguars        | Jyväskylä |        |                   |                               |
| Kuopio Steelers          | Kuopio    |        |                   |                               |
| Seinäjoki Crocodiles     | Seinäjoki |        |                   |                               |

## Stagione regolare

### Calendario

#### 1ª giornata
| Helsinki 4 maggio 2024, ore 17:00 | Helsinki Roosters | 20 – 0 (0-0 6-0 8-0 6-0) referto | Jyväskylä Jaguars | Velodromo di Helsinki |

| Helsinki 5 maggio 2024, ore 13:00 | Helsinki Wolverines Blue | 6 – 26 (0-13 6-0 0-7 0-6) referto | Kuopio Steelers | Velodromo di Helsinki |

#### 2ª giornata
| Jyväskylä 11 maggio 2024, ore 12:30 | Jyväskylä Jaguars | 8 – 0 (0-0 8-0 0-0 0-0) referto | Seinäjoki Crocodiles | Viitaniemen kenttä |

| Helsinki 11 maggio 2024, ore 13:00 | Helsinki Wolverines Blue | 20 – 8 (8-0 6-8 6-0 0-0) referto | Helsinki Roosters | Velodromo di Helsinki |

#### 3ª giornata
| Helsinki 1º giugno 2024, ore 15:00 | Helsinki Roosters | 8 – 25 (0-0 8-13 0-12 0-0) referto | Seinäjoki Crocodiles | Velodromo di Helsinki |

| Kuopio 1º giugno 2024, ore 15:00 | Kuopio Steelers | 27 – 0 (0-0 14-0 6-0 7-0) referto | Jyväskylä Jaguars | Väinölänniemen stadion |

#### 4ª giornata
| Kuopio 9 giugno 2024, ore 12:00 | Kuopio Steelers | 33 – 0 (6-0 7-0 0-0 20-0) referto | Helsinki Roosters | Väinölänniemen stadion |

| Helsinki 9 giugno 2024, ore 13:00 | Helsinki Wolverines Blue | 14 – 0 (0-0 6-0 8-0 0-0) referto | Seinäjoki Crocodiles | Velodromo di Helsinki |

#### 5ª giornata
| Jyväskylä 16 giugno 2024, ore 18:00 | Jyväskylä Jaguars | 6 – 14 (6-0 0-0 0-8 0-6) referto | Helsinki Wolverines Blue | Palokan urheilukeskus |

| Kuopio 16 giugno 2024, ore 13:00 | Kuopio Steelers | 14 – 0 (8-0 6-0 0-0 0-0) referto | Seinäjoki Crocodiles | Väinölänniemen stadion |

#### 6ª giornata
| Kuopio 29 giugno 2024, ore 15:00 | Kuopio Steelers | 47 – 0 (14-0 20-0 13-0 0-0) referto | Helsinki Wolverines Blue | Väinölänniemen stadion |

| 30 giugno 2024, ore 14:00 | Jyväskylä Jaguars | 35 – 12 (6-6 6-0 16-6 7-0) referto | Helsinki Roosters |  |

#### 7ª giornata
| Helsinki 6 luglio 2024, ore 14:00 | Helsinki Roosters | 0 – 13 (0-0 0-6 0-7 0-0) referto | Helsinki Wolverines Blue | Velodromo di Helsinki |

| Seinäjoki 6 luglio 2024, ore 16:00 | Seinäjoki Crocodiles | 30 – 24 (8-6 6-6 8-0 8-12) referto | Jyväskylä Jaguars | Wirokit Stadion |

#### 8ª giornata
| Jyväskylä 14 luglio 2024, ore 14:00 | Jyväskylä Jaguars | 0 – 21 (0-2 0-6 0-6 0-7) referto | Kuopio Steelers | Viitaniemen kenttä |

| Seinäjoki 14 luglio 2024, ore 16:30 | Seinäjoki Crocodiles | 30 – 6 (0-0 8-0 14-0 8-6) referto | Helsinki Roosters | Wirokit Stadion |

#### 9ª giornata
| Helsinki 20 luglio 2024, ore 15:00 | Helsinki Roosters | 0 – 39 (0-14 0-7 0-6 0-12) referto | Kuopio Steelers | Velodromo di Helsinki |

| Seinäjoki 21 luglio 2024, ore 16:00 | Seinäjoki Crocodiles | - – - (annullata) referto | Helsinki Wolverines | Wirokit Stadion |

#### 10ª giornata
| Seinäjoki 27 luglio 2024, ore 16:00 | Seinäjoki Crocodiles | 0 – 9 (0-0 0-0 0-0 09) referto | Kuopio Steelers | Wirokit Stadion |

| 28 luglio 2024, ore 13:00 | Helsinki Wolverines Blue | - – - (annullata) referto | Jyväskylä Jaguars |  |

### Classifica
La classifica della regular season è la seguente:
- PCT = percentuale di vittorie, G = partite giocate, V = partite vinte,  P = partite perse, PF = punti fatti, PS = punti subiti

| Pos. | Squadra                  | PCT   | G | V | N | P | PF  | PS  |
| ---- | ------------------------ | ----- | - | - | - | - | --- | --- |
| 1    | Kuopio Steelers          | 1.000 | 8 | 8 | 0 | 0 | 216 | 6   |
| 2    | Seinäjoki Crocodiles     | .429  | 7 | 3 | 0 | 4 | 85  | 83  |
| 3    | Jyväskylä Jaguars        | .286  | 7 | 2 | 0 | 5 | 73  | 124 |
| 4    | Helsinki Roosters        | .125  | 8 | 1 | 0 | 7 | 54  | 195 |
| -    | Helsinki Wolverines Blue | .667  | 6 | 4 | 0 | 2 | 67  | 87  |

## Playoff

### Tabellone
|  | Semifinali | Semifinali           | Semifinali |                      |  | Finale | Finale          | Finale |  |
|  |            |                      |            |                      |  |        |                 |        |  |
|  |            |                      |            |                      |  | 1      | Kuopio Steelers |        |  |
|  |            |                      |            |                      |  | 1      | Kuopio Steelers |        |  |
|  |            |                      |            | Seinäjoki Crocodiles |  |        |                 |        |  |
|  | 2          | Seinäjoki Crocodiles | 24         |                      |  |        |                 |        |  |
|  | 2          | Seinäjoki Crocodiles | 24         |                      |  |        |                 |        |  |
|  | 3          | Jyväskylä Jaguars    | 6          |                      |  |        |                 |        |  |

### Semifinale
| Seinäjoki 4 agosto 2024, ore 14:00 | Seinäjoki Crocodiles | 24 – 6 (6-0 6-0 6-0 6-6) referto | Jyväskylä Jaguars | Wirokit Stadion |

### XVI Finale Naisten I-divisioona
| Kuopio 10 agosto 2024, ore 15:00 | Kuopio Steelers | 17 – 0 (0-0 7-0 0-0 10-0) referto | Seinäjoki Crocodiles | Väinölänniemen stadion |

## Verdetti
- Kuopio Steelers Vincitrici della Naisten I-divisioona 2024